# Pasajeros de una pesadilla
Pasajeros de una pesadilla es una película argentina dramática-biográfica de 1984 dirigida por Fernando Ayala y escrita por Jorge Goldenberg, basada en el libro Yo, Pablo Schoklender, de Pablo Schoklender y Emilio Petcoff. Es protagonizada por Federico Luppi, Alicia Bruzzo, Gilda Lousek y Nelly Prono. Fue filmada en Eastmancolor y se estrenó el 14 de junio de 1984.

## Antecedentes
Tiene como antecedente el llamado Caso Schoklender en el cual Pablo y Sergio Schoklender fueron condenados por asesinar en mayo de 1981 a su padre y a su madre.

## Sinopsis
Una familia compuesta por los padres, dos hijos varones y una hija adolescente se va desmoronando moralmente hasta concluir en tragedia.

## Reparto
Intervinieron en el filme los siguientes intérpretes:
- Federico Luppi ...Bernardo Fogelman
- Alicia Bruzzo …Susana de Fogelman
- Gilda Lousek …Irene
- Nelly Prono …Carmen
- Gabriel Lenn …Diego
- Esteban Massari …Roberto
- Lydia Lamaison …Bobe
- Germán Palacios …Martín
- Dalma Milebo …Chuchi
- Golde Flami …Esther Schweik
- Héctor Maselli …Centroamericano
- Ignacio Finder …Isaac Fogelman
- Jacques Arndt …Sr. Schweik
- Salo Pasik …Médico
- Andrea Barbieri …Martita
- Meme Vigo …Tío Saúl
- Max Berliner …Tío Samuel
- Estela de la Rosa …Mucama
- Gabriela Flores …Silvia
- Eduardo Sapac …Joven en fiesta
- Lucio Deval …Director teatral
- Jorge Velurtas
- Guillermo Sosa
- Verónica Vallejo
- Marcelo Ragonese …Diego niño
- Omar Abdala
- Laura Moss
- Ana María Ambasz
- Teresa Cattoni
- Analía Roy
- Juan Pablo Longobardi
- Jorge Goldenberg …Periodista
- Miguel Habud …Joven en la fiesta
- Hugo Fizicaro …Enfermero
- Antonio Barrio …Actor homosexual
- Oscar Leguizamón
- Stella de la Rosa

## Comentarios
Jorge María Couselo en Clarín dijo:

«Pareciera ganar al director…un pudor que lo inhibe de llevar las partes y el todo a las últimas consecuencias.»

César Magrini en El Cronista Comercial opinó:

«Pesadilla sin pasajero.»

Manrupe y Portela escriben:

«…con el oportunismo típico de Aries. Cinematográficamente standard y poniendo énfasis en lo escandaloso, con toda una creación de Alicia Bruzzo.»

## Premio
Por su actuación en este filme, Alicia Bruzzo recibió el Premio Cóndor de Plata a la mejor actriz.